# Aphantopus serbianus
Aphantopus serbianus är en fjärilsart som beskrevs av Obraztsov 1936. Aphantopus serbianus ingår i släktet Aphantopus och familjen praktfjärilar. Inga underarter finns listade i Catalogue of Life.